# Crossville (Tennessee)
Crossville er en amerikansk by og administrativt centrum for det amerikanske county Cumberland County i staten Tennessee. I 2010 havde byen et indbyggertal på 10.795.

## Ekstern henvisning
- Crossvilles hjemmeside (engelsk)

35°57′15″N 85°1′53″V / 35.95417°N 85.03139°V